# جفری جیمز
سر جفری راسل جیمزدیپلمات و سفیر پیشین انگلستان در ایران و نایروبی بود.
در سال ۱۹۶۷ به خدمات خارجی پیوست و دبیر درجه سوم سفارت در لندن گردید.
او در سال ۱۳۴۸ به تهران رفت و سپس در ۱۹۷۰ به عنوان منشی درجه دوم سفارت در کابل کارش را ادامه می‌دهد. بعد از آن راسل به ایران می‌رود و از سال ۱۹۹۳ تا ۱۹۹۷، به عنوان کاردار انگلیس در تهران زندگی کرد.
بعد از آن، از ۱ ژوئیه ۱۹۹۷ تا دسامبر ۲۰۰۱، جفری راسل جیمز کمیسر عالی در نایروبی بود. ‏‏جفری راسل جیمز در سال ۱۹۶۷ به خدمات خارجی پیوست و دبیر درجه سوم سفارت در لندن شد. در سال ۱۳۴۸ در تهران مشغول به کار شد. در سال ۱۹۷۰ به منشی درجه دوم سفارت در کابل ارتقا یافت. از سال ۱۹۹۳ تا ۱۹۹۷، جفری راسل جیمز سفیر در تهران بود. از ۱ ژوئیه ۱۹۹۷ تا دسامبر ۲۰۰۱، جفری راسل جیمز کمیسر عالی در نایروبی بود.